# レックスマーク

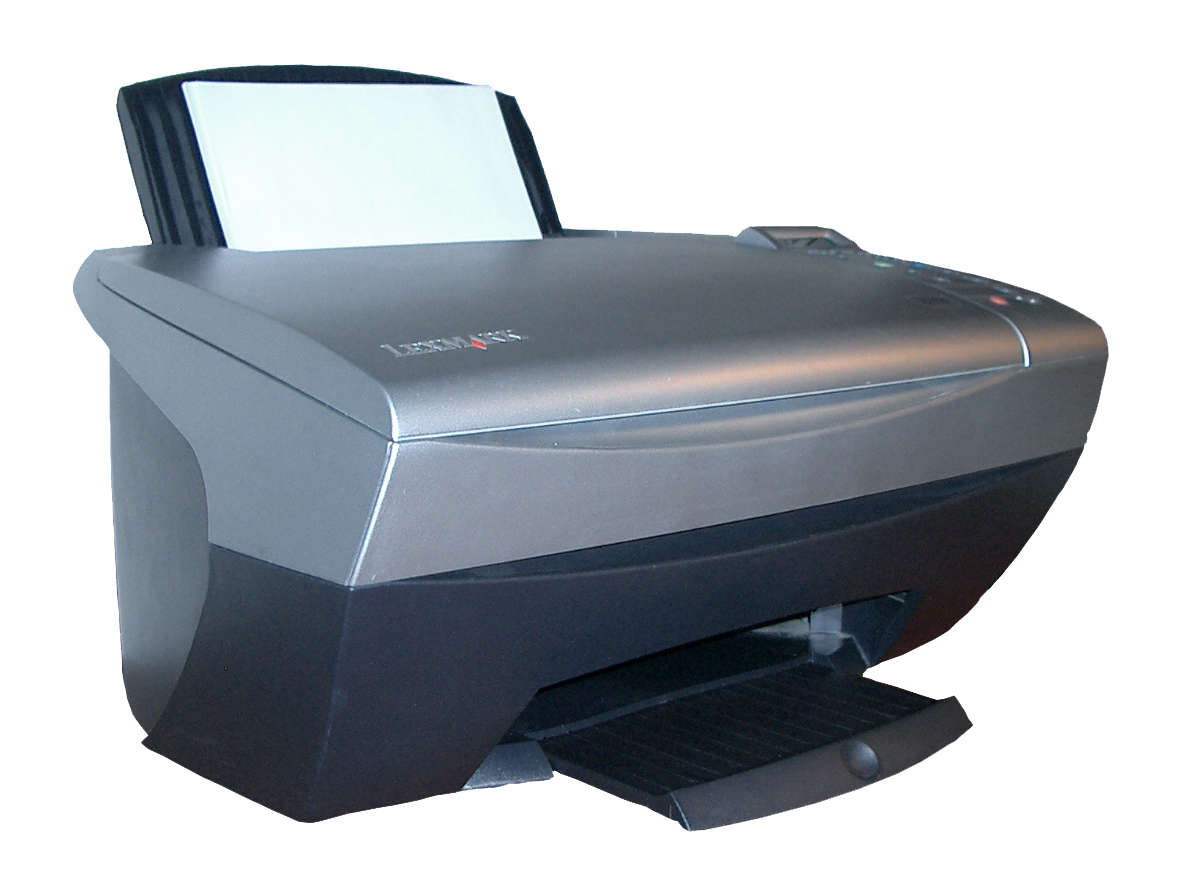
レックスマークのプリンター (X5100シリーズ)

レックスマーク インターナショナル株式会社（Lexmark International, Inc.）は、プリンター専業メーカー。本社は米国ケンタッキー州レキシントンにある。
全盛期となる2003年には世界シェア2割、世界2位の大手プリンターメーカーだったが、市場シェアが低下して2010年代前半に解体され、インクジェット部門は船井電機、レーザー部門を含む残りの部門はナインスター（「PANTUM」ブランドで2021年現在プリンター市場5位）が買収した。

## 概要
1991年に米国IBM社のプリンター部門を分社化する形で設立。1995年、ニューヨーク証券取引所で株式公開をした。
全世界150ヶ国以上でSOHO・家庭向けのプリンターおよび複合機を販売しており、特に低価格のインクジェットプリンターを主力商品とする。世界市場におけるシェアは、2003年には19%に達した。また、2003年にデルがプリンターの販売を開始した際にはOEM供給元となった。
2012年8月28日、インクジェットプリンター製造事業からの撤退を発表。2013年4月2日、製造を受託していた船井電機が関連技術と資産の取得を発表した。
2015年12月期決算で4040万米ドルの純損失に陥り、2016年12月に中国の艾派克科技股份有限公司（エイペックス・テクノロジー）などの投資グループに約36億米ドル（約3930億円）で買収された。
2024年12月23日、ゼロックスが中国アジア地域の事業基盤を強化するため、同社を所有するナインスター及び投資会社などから同社を買収すると発表。買収は2025年後半に完了する見込み。